# UB-31号潜艇
陛下之UB-31号艇是德意志帝国海军于第一次世界大战期间建造的其中一艘UB-II型近岸潜艇或称U艇。它由汉堡的布洛姆与福斯船厂承建，于1915年11月16日下水，至1916年3月24日交付使用。其艇载武器包括两具500毫米的艇艏鱼雷发射管以及一门88毫米口径甲板炮。UB-31号曾先后被部署至波罗的海和佛兰德，并参与了大西洋潜艇战。在总共25次巡逻期间，该艇累计击沉了27艘协约国或中立国商船，容积总吨为73810吨。1918年5月2日，UB-31号或在多佛尔海峡遭多艘英国海军拖网船投掷的深水炸弹击沉，艇内23名官兵全数阵亡。

## 设计
第一次世界大战爆发后，随着U艇战形势的发展，UB-I型潜艇排水量过小、适航性不佳、推进系统可靠性低等问题愈发凸显。其水面航速甚至追不上商船，以5節（9.3每小時）航速潜航1小时后，蓄电池电能便会耗尽。它们甚至无力应对多佛尔海峡8至10節（15至19每小時）的海流。为此，潜艇监察局于1915年4月研发了UB-I型潜艇的放大版——UB-II型，并由德国国家海军办公室委托两家造船厂建造。其中UB-31号是由汉堡布洛姆与福斯船厂承建的第二批次的二号艇，于1915年11月16日下水。
与前一批次的UB-II型艇相比，UB-31号的水面及水下排水量分别增至274吨和303吨，全长增至36.90米，艇体采用单壳体加鞍形水柜构造。由于突破了铁路限界，舷宽也得以增至4.37米。该艇采用双桨驱动，其主机为两台奔驰六缸四冲程270匹公制馬力（200千瓦特）柴油机用于水面运行，以及两台280匹公制馬力（210千瓦特）的西门子-舒克特电动发电机用于水下航行；水面最高航速9.06節（16.78每小時），水下5.71節（10.57每小時）；能够在水面以5节航速续航7,030海里（13,020），或以4節（7.4每小時）连续在水下航行45海里（83）而无需充电。蓄电池被放置在中央潜柜的前方，以配平更重的发动机安装。其最大潜水深度为50米，潜没需时为30－45秒。
UB-31号的主武器为两具500毫米艇艏鱼雷发射管，采用层叠式布局，以实现可以创造最佳表面效率的舷弧设计；鱼雷携带量增至4枚，鱼雷威力亦显著提高。辅助武器是一门88毫米30倍径速射炮。司令塔增加了一具潜望镜，并配备了1根两段式可伸缩通信桅杆，前水平舵外形也做了调整。其标准船员编制为2名军官加21名水兵。

## 服役历史
1916年3月24日，UB-31号在前UC-4号艇长、时年27岁的海军中尉卡尔·费斯佩尔的指挥下正式入役，随即展开海试。完成海试后，该艇曾先后被编入驻波罗的海的第五半区舰队，以及驻比利时的佛兰德区舰队，并参与了大西洋潜艇战。在其25次巡逻中，共计击沉27艘协约国或中立国商船，容积总吨为73810吨。其中，UB-31号于1917年4月28日在斯塔特角东北偏东约3海里（5.6）处击沉的远洋邮轮麦地那号便高达12350总吨，是一战期间被U艇击沉的最大型船舶之一。
1918年4月16日，UB-31号从泽布吕赫出发，前往英吉利海峡及其西西部航道发动破交战，从此再没有返航。其残骸后来在多佛尔海峡的51°02′N 1°10′E / 51.033°N 1.167°E处被寻获，距离福克斯通西南偏南约3海里。该残骸清楚地表明它曾触雷。UB-31号失踪的确切日期不详，但应该是在1918年4月26日到5月3日之间。人们普遍认为该艇的覆灭与武装拖网船利特里姆勋爵号、海洋漫游者号和其他巡逻英国舰艇于1918年5月2日的袭击有关。这次袭击针对的是已在两周前触雷沉没的UB-78号。据推测，UB-31号是被其中一艘军舰投掷的深水炸弹引爆的一枚水雷所炸毁。1921年5月23日，一家英国捕获法庭判定拖网船海洋漫游者号和SSZ-29号飞艇为致使UB-31号沉没的主要原因，并奖励115英镑。

## 袭击历史摘要
| 日期           | 船名                  | 船籍 | 吨位  | 结局 |
| -------------- | --------------------- | ---- | ----- | ---- |
| 1917年4月9日   | 三趾鸥号              | 英国 | 1866  | 击沉 |
| 1917年4月24日  | 圣雅克号              | 法國 | 415   | 击伤 |
| 1917年4月28日  | 麦地那号              | 英国 | 12350 | 击沉 |
| 1917年5月21日  | 科林斯城号            | 英国 | 5870  | 击沉 |
| 1917年6月15日  | 蒂斯河谷号            | 英国 | 2470  | 击伤 |
| 1917年6月17日  | 斯坦诺普号            | 英国 | 2854  | 击沉 |
| 1917年7月5日   | 涌浪号                | 英国 | 195   | 击沉 |
| 1917年7月6日   | 阿丽雅德妮·克莉丝汀号 | 英国 | 3550  | 击伤 |
| 1917年7月7日   | 野牡丹号              | 英国 | 4368  | 击沉 |
| 1917年7月10日  | 希尔德加德号          | 美国 | 622   | 击沉 |
| 1917年7月11日  | 布伦希尔达号          | 英国 | 2296  | 击沉 |
| 1917年8月1日   | 阿尔库俄涅号          | 英国 | 149   | 击沉 |
| 1917年8月1日   | 拉厄耳忒斯号          | 英国 | 4541  | 击沉 |
| 1917年8月2日   | 纽林号                | 英国 | 4019  | 击沉 |
| 1917年8月3日   | 蕾妮·玛尔蒂号         | 法國 | 49    | 击沉 |
| 1917年8月8日   | 阿尔及利亚号          | 法國 | 3386  | 击伤 |
| 1917年9月8日   | 伊丽莎白号            | 英国 | 58    | 击沉 |
| 1917年9月9日   | 普路通号              | 挪威 | 1449  | 击沉 |
| 1917年10月19日 | 怀卡瓦号              | 英国 | 5666  | 击沉 |
| 1917年10月20日 | 科罗拉多号            | 英国 | 7165  | 击沉 |
| 1917年10月23日 | 勒班陀号              | 英国 | 6389  | 击伤 |
| 1917年11月19日 | 法恩号                | 英国 | 4393  | 击沉 |
| 1917年12月13日 | 不列颠尼克号          | 英国 | 92    | 击沉 |
| 1917年12月15日 | 塞申号                | 英国 | 5354  | 击伤 |
| 1917年12月18日 | 里弗斯代尔号          | 英国 | 2805  | 击沉 |
| 1917年12月20日 | 爱丽丝·玛丽号         | 英国 | 2210  | 击沉 |
| 1917年12月20日 | 伊芙琳号              | 英国 | 2605  | 击沉 |
| 1917年12月20日 | 华沙号                | 英国 | 608   | 击沉 |
| 1918年1月22日  | 科克兰将军号          | 英国 | 6565  | 击伤 |
| 1918年1月22日  | 格雷特姆号            | 英国 | 2338  | 击沉 |
| 1918年1月24日  | 埃尔莎号              | 挪威 | 3581  | 击沉 |
| 1918年2月28日  | 亨弗利特号            | 荷蘭 | 492   | 击沉 |
| 1918年3月20日  | 博拉拉号              |      | 6570  | 击伤 |
| 1918年4月24日  | 阿格妮特号            | 英国 | 1127  | 击沉 |
| 1918年4月25日  | 约瑟夫号              | 法國 | 42    | 击沉 |

## 脚注
1. 1 2 3 4 5  Rössler，第64頁.
2. 1 2 3 4  Gröner 1991，第23-25頁.
3. 1 2  Gröner，第23-25頁.
4. 1 2  Helgason, Guðmundur. . German and Austrian U-boats of World War I - Kaiserliche Marine - Uboat.net.   [2015-02-01].
5. ↑  Helgason, Guðmundur. . German and Austrian U-boats of World War I - Kaiserliche Marine - Uboat.net.   [2015-02-01].
6. ↑  Helgason, Guðmundur. . German and Austrian U-boats of World War I - Kaiserliche Marine - Uboat.net.   [2015-02-01].
7. 1 2 3  陈进，第47頁.
8. 1 2 3  Helgason, Guðmundur. . German and Austrian U-boats of World War I - Kaiserliche Marine - Uboat.net.   [2022-03-25].
9. ↑  Rössler，第50頁.
10. 1 2  Helgason, Guðmundur. . German and Austrian U-boats of World War I - Kaiserliche Marine - Uboat.net.   [2015-02-01].
11. ↑  Helgason, Guðmundur. . German and Austrian U-boats of World War I - Kaiserliche Marine - Uboat.net.   [2022-03-26].
12. ↑  Helgason, Guðmundur. . German and Austrian U-boats of World War I - Kaiserliche Marine - Uboat.net.   [2009-03-17].
13. 1 2  . Heritagegateway.   [2022-03-26]. （原始内容存档于2022-05-12）.
14. ↑  NARS，第76頁.